# Airco DH.3
Die Airco DH.3 war ein Doppeldecker des britischen Flugzeugherstellers Airco in der Auslegung als Bombenflugzeug. Von dieser Maschine, entwickelt vom Chefkonstrukteur des Unternehmens, Geoffrey de Havilland, wurden lediglich zwei Prototypen gebaut.
Der erste Prototyp des dreistielige Doppeldecker wurde angetrieben von zwei wassergekühlten Beardmore-Motoren mit einer Leistung von jeweils 121 PS (89 kW), die zwischen den Tragflächen eingebaut waren und auf vierblättrige Druckluftschrauben wirkten. Die Maschine hatte zusätzlich zum „klassischen“ Fahrwerk mit Heckspornrad noch zwei zusätzliche Räder im Bugbereich.
Die DH.3 war der erste Entwurf des Konstrukteurs mit dem geschwungen ausgeführten Ruder, dessen Form später zu de Havillands Markenzeichen werden sollte.
Mit den stärkeren Beardmore-Motoren mit einer Leistung von 160 PS (119 kW) ausgestattet wurde der zweite Prototyp mit der Bezeichnung DH.3A. Von dieser Maschine bestellte das britische Kriegsministerium ursprünglich 50 Einheiten, letztendlich wurde dieser Auftrag aber zurückgezogen, ohne dass ein Exemplar fertiggestellt war, da man zu dem Schluss gelangt war, dass keine strategischen Bomber mehr notwendig und zweimotorige Maschinen grundsätzlich unpraktikabel seien.
Die beiden von Airco gebauten Prototypen wurden 1917 verschrottet.
Im weiteren Verlauf des Ersten Weltkriegs kam es seitens der Militärführung wegen der deutschen Bomber, die England anflogen, zu einem Sinneswandel, und man beschloss nun ebenfalls, zweimotorige Bomber gegen den deutschen Gegner einzusetzen. So wurde eine größere Stückzahl der DH.10, die Weiterentwicklung der DH.3, bestellt; aufgrund des Kriegsendes wurde jedoch nur ein Bruchteil davon gefertigt.

## Technische Daten
| Kenngröße             | Daten (Werte für ersten Prototypen)                                                     |
| --------------------- | --------------------------------------------------------------------------------------- |
| Besatzung             | 3                                                                                       |
| Länge                 | 11,23 m                                                                                 |
| Spannweite            | 18,54 m                                                                                 |
| Flügelfläche          | 73,67 m²                                                                                |
| Höhe                  | 4,42 m                                                                                  |
| Leermasse             | 1.807 kg                                                                                |
| Startmasse            | 2.638 kg                                                                                |
| Höchstgeschwindigkeit | 153 km/h in Meereshöhe                                                                  |
| Steigleistung         | 23 min 30 s auf 1.980 m                                                                 |
| Flugdauer             | 8 h                                                                                     |
| Triebwerke            | zwei wassergekühlte Beardmore-Reihenmotoren mit 121 PS (89 kW) (DH.3A: 160 PS (119 kW)) |
| Bewaffnung            | zwei 7,7-mm-Lewis-MG; bis zu ca. 300 kg Bomben                                          |